# Лафет

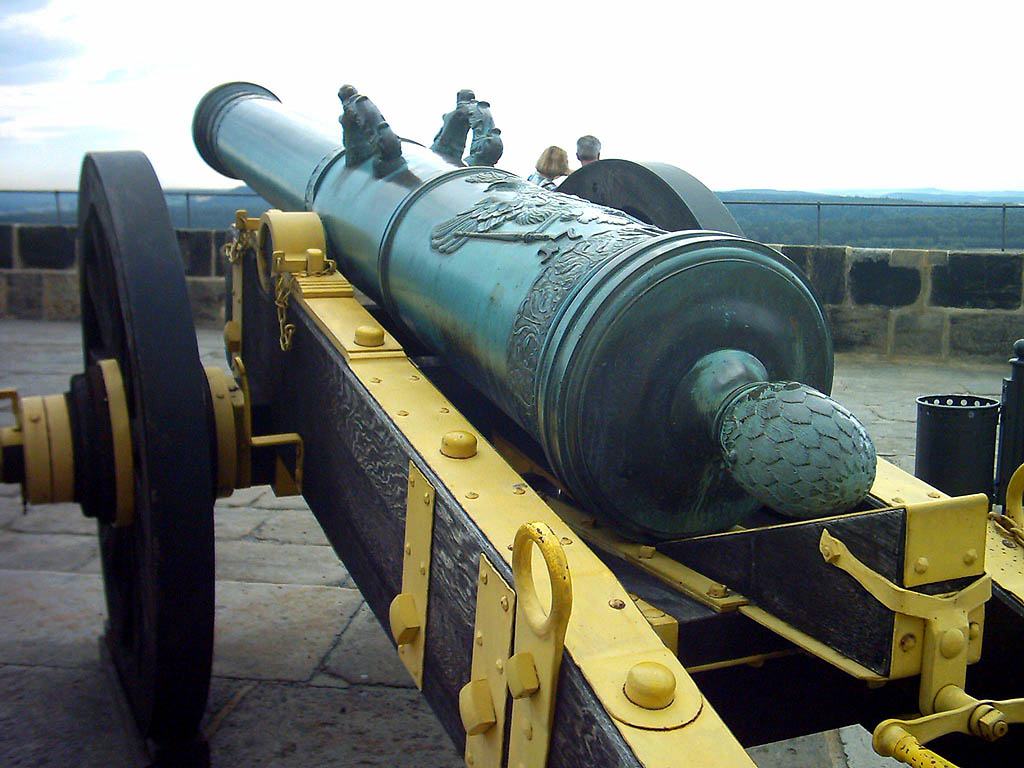
Крепость Кёнигштайн, Саксония: пушка на коробчатом лафете

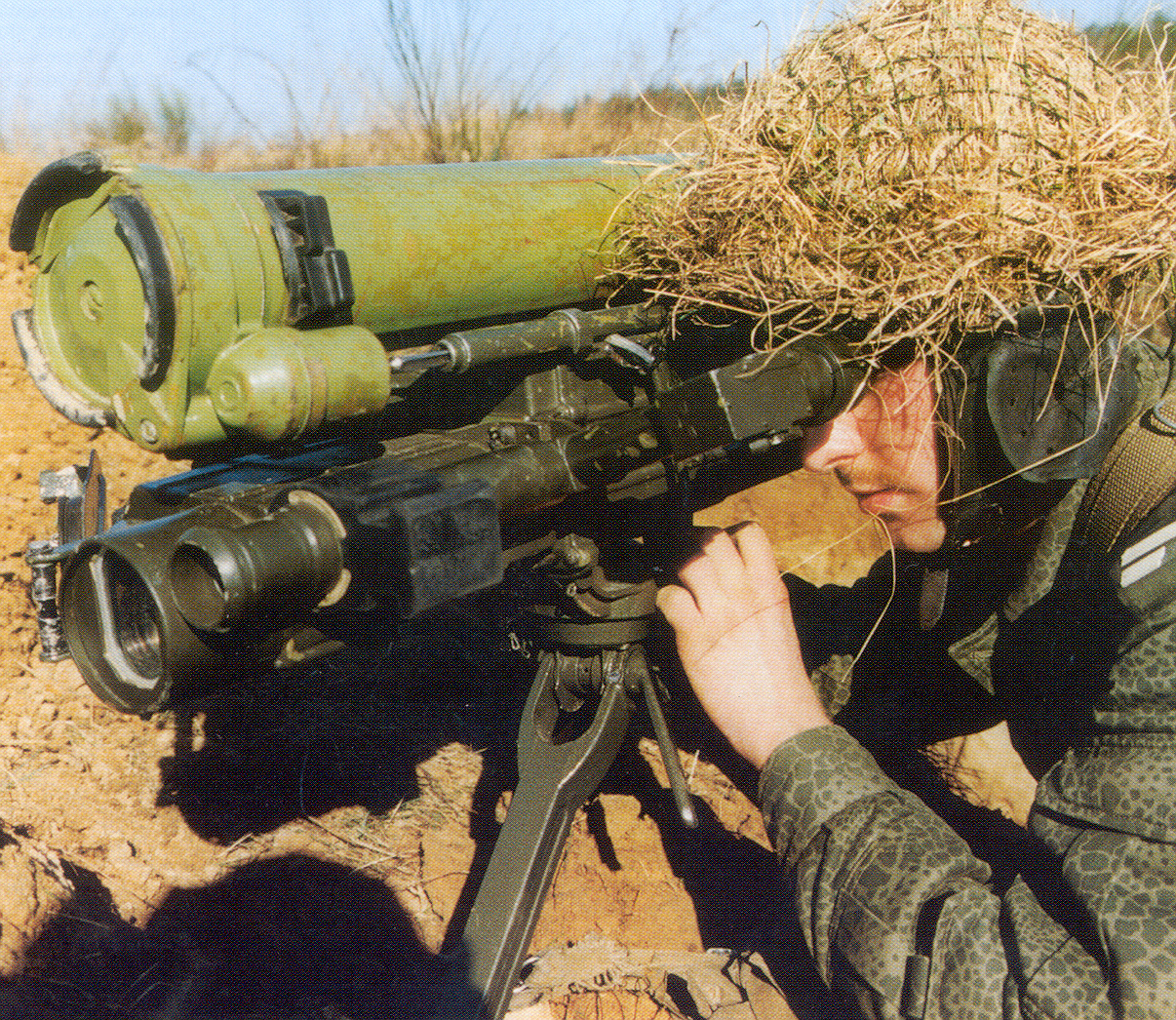
Метис (ПТРК)

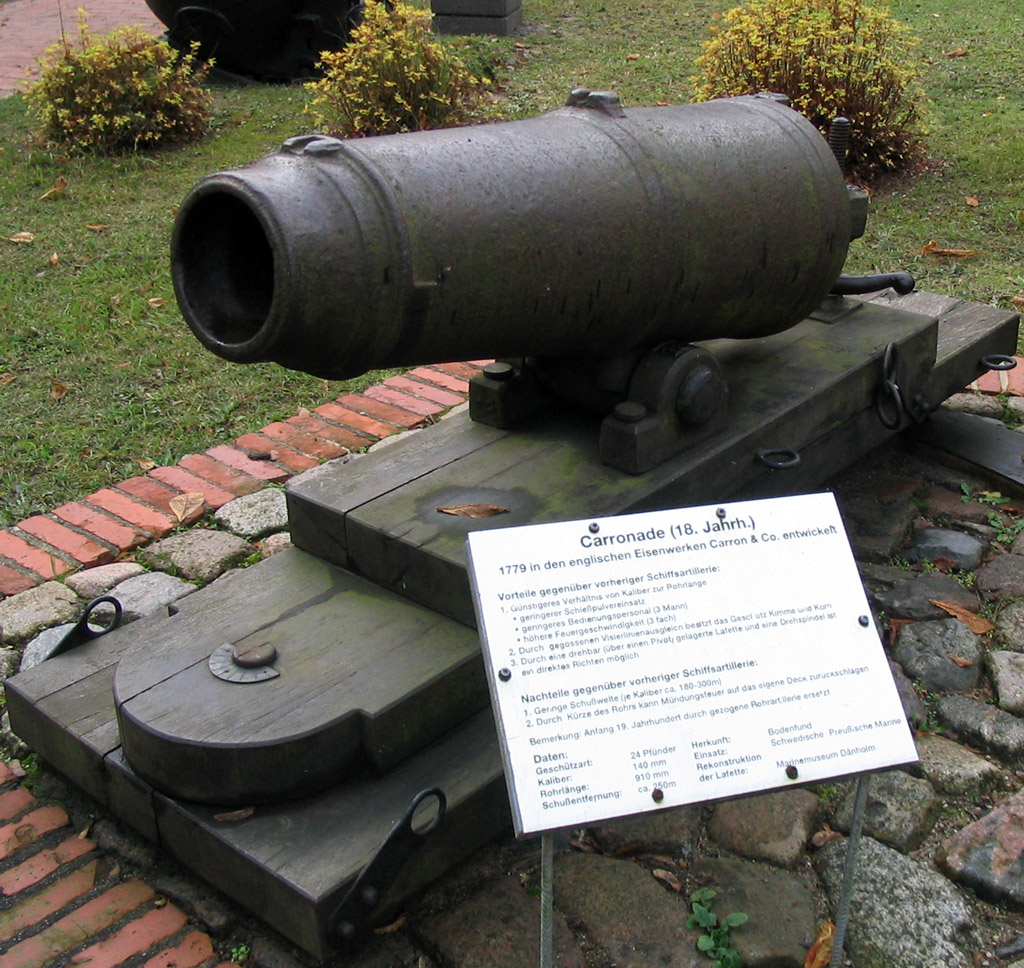
140 мм английская каронада XVIII века на скользящем лафете

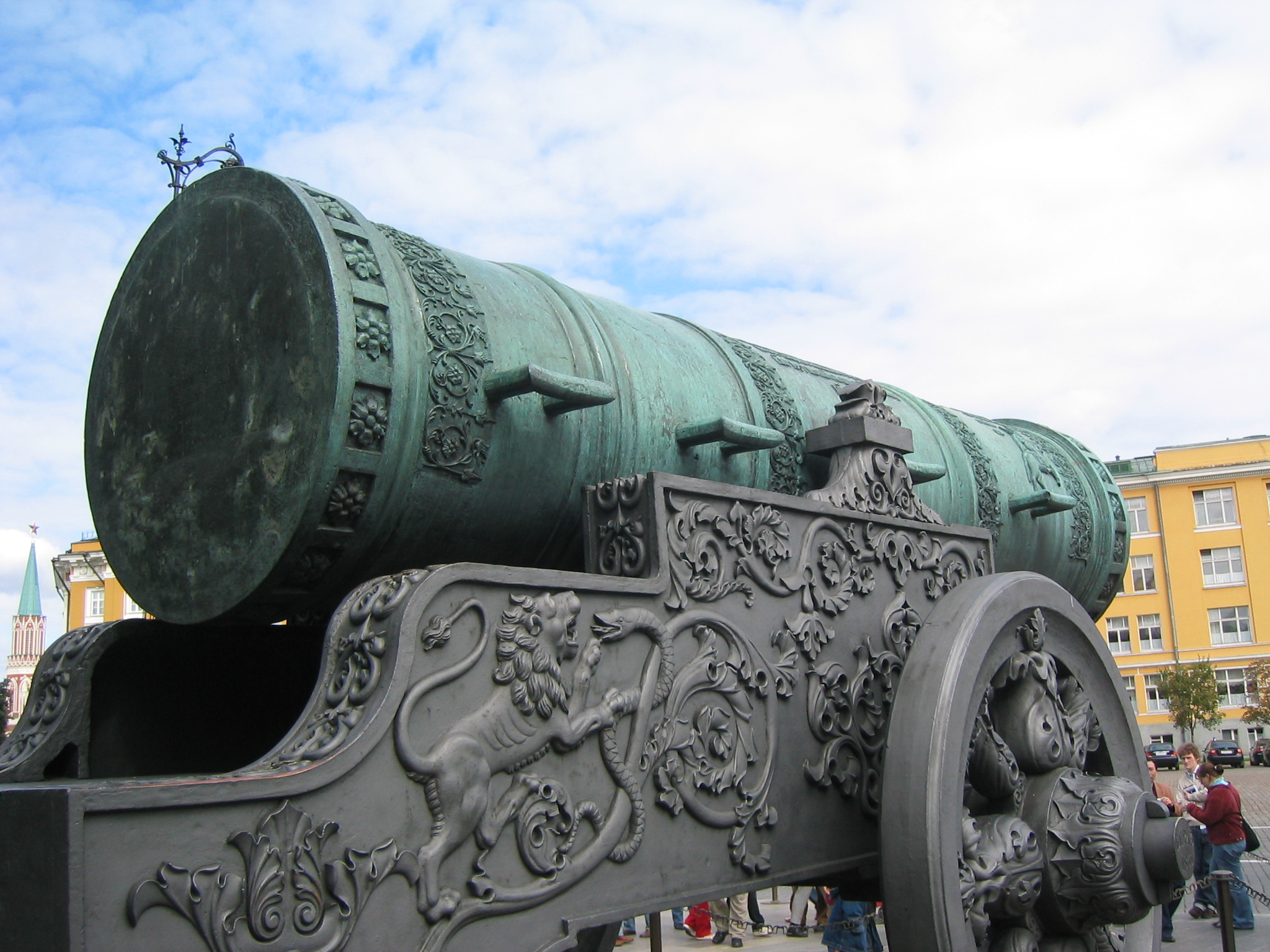
Царь-пушка. Лафет, украшенный литыми орнаментами, изготовили в 1835 году на петербургском заводе Берда по эскизу архитектора А. П. Брюллова и чертежам инженера П. Я. де Витте.

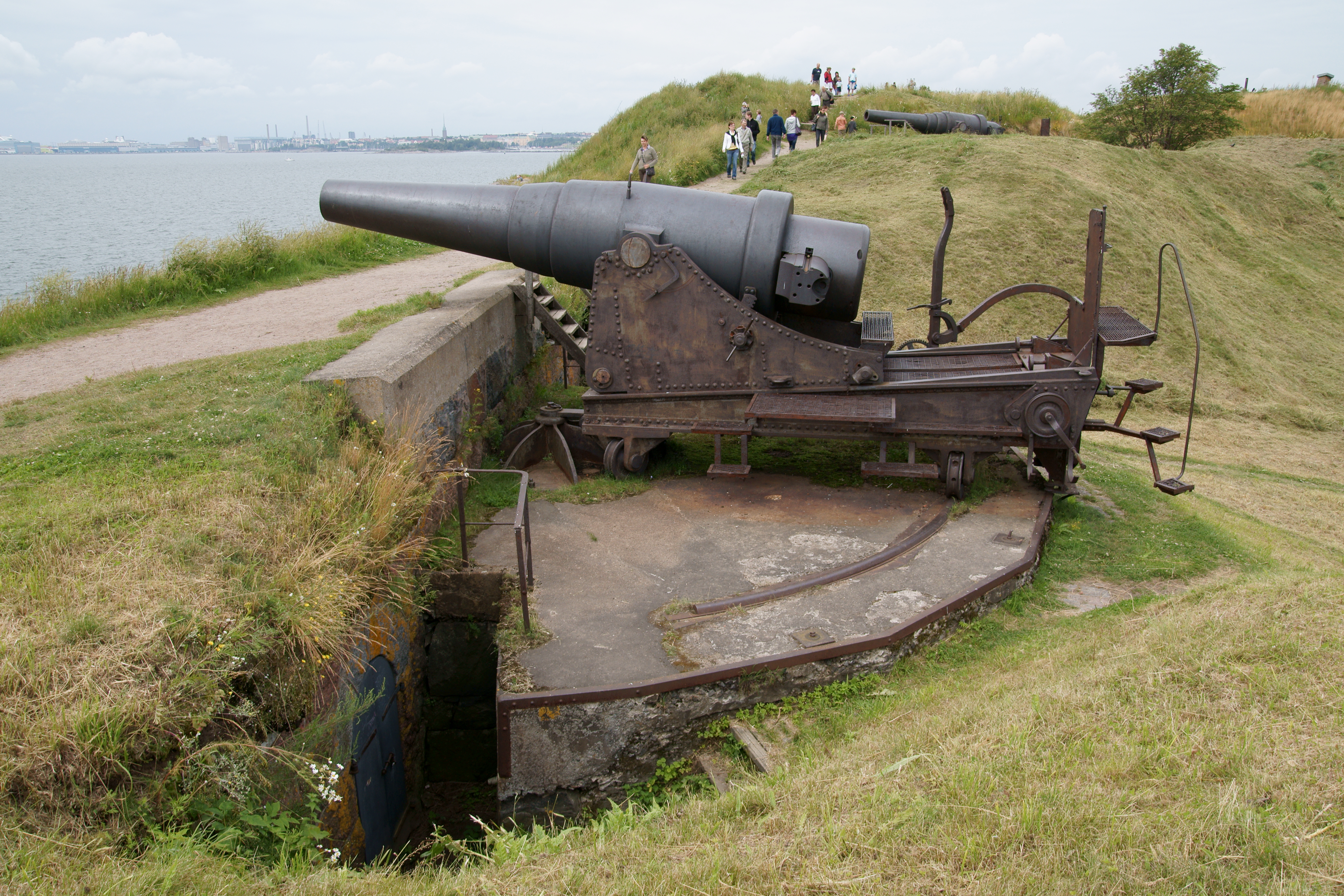
Береговой лафет под 11-дюймовую пушку

Лафе́т (нем. Lafette, фр. l'affut), Колода или Станок — специальное приспособление, опора (станок), на котором закрепляется ствол орудия с затвором.
Лафеты бывают:
- подвижные (у полевых орудий — на колёсном и гусеничном ходу)
- полустационарные (на подвижной основе — у корабельных, танковых, железнодорожных, авиационных и других орудий);
- стационарные (на неподвижной основе — у береговых, крепостных и других орудий).

Существует традиция провожать на лафете в последний путь видных лиц.

## Конструкционные особенности лафетов береговых и крепостных орудий к началу XX века
Лафет это опора, на которую накладывается артиллерийское орудие для стрельбы; во многих случаях лафет предназначался и для перевозки орудия с одного места на другое, иногда приходилось (горная артиллерия) накладывать его на спину животного. Сообразно этому, лафеты в соответствии с военной наукой начала XX века могли быть разделены на:
1. лафеты без колес (скользящие станки), для перевозки к ним приспособлялись временные колеса (некоторые осадные, крепостные и береговые мортиры);
2. лафеты на поворотных рамах для береговых орудий;
3. колёсные лафеты, служащие одновременно для стрельбы и перевозки орудий на значительные расстояния; сюда относились полевые, осадные и крепостные пушечные и отчасти мортирные лафеты;
4. лафеты скорострельных пушек;
5. лафеты специальные, удовлетворяющие ещё особенным требованиям (скрывающиеся башенные лафеты). Требования от лафета, являлись результатом рассмотрения действия выстрела на лафет (см. Откат ствола); условия же подвижности лафета были одинаковы с требуемыми вообще от военных повозок (см. Подвижность (военное дело)).

Основания устройства береговых лафетов вытекали из условий, при которых ведёт бой береговая артиллерия; ей приходится иметь дело с артиллерией неприятельского флота, следовательно, стрелять по целям весьма подвижным; чтобы обстреливать подобные цели сколько-нибудь достаточное время, необходимо начинать стрельбу с больших дистанций, вести её быстро и иметь возможность всё время следить за целью; благодаря этому береговые лафеты должны:
1. иметь обширный вертикальный и горизонтальный обстрел (прицельно — по бортам судов, навесно — по палубам; в обоих случаях поверх бруствера для укрытия персонала и материальной части);
2. допускать плавное изменение углов возвышения, поворота и производство выстрела без удаления наводчика от прицела;
3. способствовать быстрому производству заряжания, наводки и стрельбы (уменьшение отката — компрессоры, самонакатывание, поворотные механизмы, снарядные краны);
4. быть приспособленными к сосредоточенной стрельбе. По причине большого веса береговых орудий, под лафеты их устраивалось прочное каменное или бетонное основание.

Береговой лафет под 11-дюймовую пушку (вес орудия 1800 пудов, снаряд — 15 пудов, начальная скорость — 1000 футов в сек.) для стрельбы под малыми углами возвышения (черт. 1) состоял из поворотной рамы, неподвижной при выстреле, и станка, скользящего при выстреле вдоль рамы. Поворотная рама (e) состояла из двух продольных станин 1-дюймового железа, усиленных по краям угольниками, а сверху и снизу железными полосами, не доведёнными до концов рамы, которые связаны поперечными досками; кроме того, станины рамы связаны тремя вертикальными связями; к раме были приклепаны стальные кронштейны для передних и задних катков, перекатывающихся по дугообразным рельсам; осью поворота служит шкворень (p), закреплённый в тумбе (z), заделанной в передней части основания; рама соединена со шкворнем стрелой (s); на концах рамы сверху были расположены каучуковые буфера (d), смягчающие удары станка о раму при накате и откате; на раме були утверждены клинья. При выстреле станок скользил по раме назад, задние катки, встречая клинья, взбегают на них — станок наклонялся вперед и становился в конце отката на передние катки; затем сам станок под действием силы тяжести двигался на катках вперед по клиньям и останавливался на прикате, скользя дном по раме. Станок состоял из 2 станин коробчатой системы (черт. 2 — поперечное сечение станины: два железных листа a приклепаны к толстому ободу), связанных между собой дном и тремя поперечными связями (черт. 3, P); вверху передней — лобовой части станин сделаны полукруглые вырезы для цапф (черт. 1, b) с наметками (g): они образуют цапфенные гнезда; ко дну станка вдоль по краям были приклепаны латунные полозья, для устранения истирания его, и две прочные лапы (черт. 3, a), захватывающие за края рамы и препятствующие падению станка с рамы от подпрыгивания лобовой части станка при выстреле; подъемный механизм дуговой, зубчатый. Откат ограничивался гидравлическим компрессором (см. Откат ствола) с постоянными отверстиями (переменное давление). Снаряд доставлялся к орудию в кокоре (черт. 1, o) — тележке, передвигающейся по рельсовому пути, подъём его к казённому срезу для заряжания производится при посредстве крана (f). Поворот рамы производился с помощью поворотного механизма — сзади к раме была прикреплена коробка, в гнездах которой вращалась ось цепного блока, через который была перекинута цепь; концы цепи приделаны к основанию по концам заднего рельса; при вращении блок будет перекатываться по цепи и повернет раму; внутри коробки была поставлена система зубчатых колес, делающая усилие на рукоятке значительно меньшим натяжения цепи. При стрельбе под большими углами возвышение давления от выстрела из 11-дюймовой пушки на переднюю часть лафета было так велико, что передние колеса рамы и оси их не выдерживали, поэтому передний конец рамы накладывали на систему стальных, бочкообразных катков (черт. 4, к), поставленных осями между двумя концентрическими железными кольцами, скреплёнными между собой распорками; катки перекатывались по стальному кругу (n), вделанному в бетонную тумбу основания. Рама опиралась на катки через посредство толстой доски (d), приклепанной снизу к станинам рамы; таким образом, оси катков были свободны от надавливания и трение на осях заменяется катящимся (меньшим) — поворот рамы облегчается. Система катков вращается около оси, служащей также осью вращения рамы — в стальной круг (n) вставлена стальная тумбочка (p), притянутая к основанию болтом (o); на тумбочку надета своим центральным отверстием (с медной втулкой) доска; тумбочка имеет гайку (a), которую охватывает кольцо (б); на верхний конец болта (о) надет своим отверстием контрбуфер (з), опирающийся нижним концом на кольцо (б), а верхним подпирающий шайбу (ж) и состоящий из бельвилевских пружин (стальные тарелки с отверстием посередине, сложенные попарно ободками); поверх шайбы на конец болта навинчивается нажимная гайка (и); контрбуфер удерживал раму от соскакивания с тумбочки при подпрыгивании станка и смягчал удар между рамой и основанием; чтобы кольца с катками не сдвигались в сторону — на верхние, удлинённые концы установочных (фундаментных) болтов надеты ролики (л), прилегающие к наружному кольцу. При больших углах возвышения казна орудия опускается ниже дна С., для чего в дне был сделан вырез, компрессор вынесен вперед — цапфы его кольца (e) помещались в проушинах, прикреплённых к передней доске рамы, шток (y) компрессора вытяжной, давление в цилиндре постоянно; лапы перенесены наружу; для укрытия прислуги от осколков и пуль приспособляются щиты (ф), (х) и (ц).

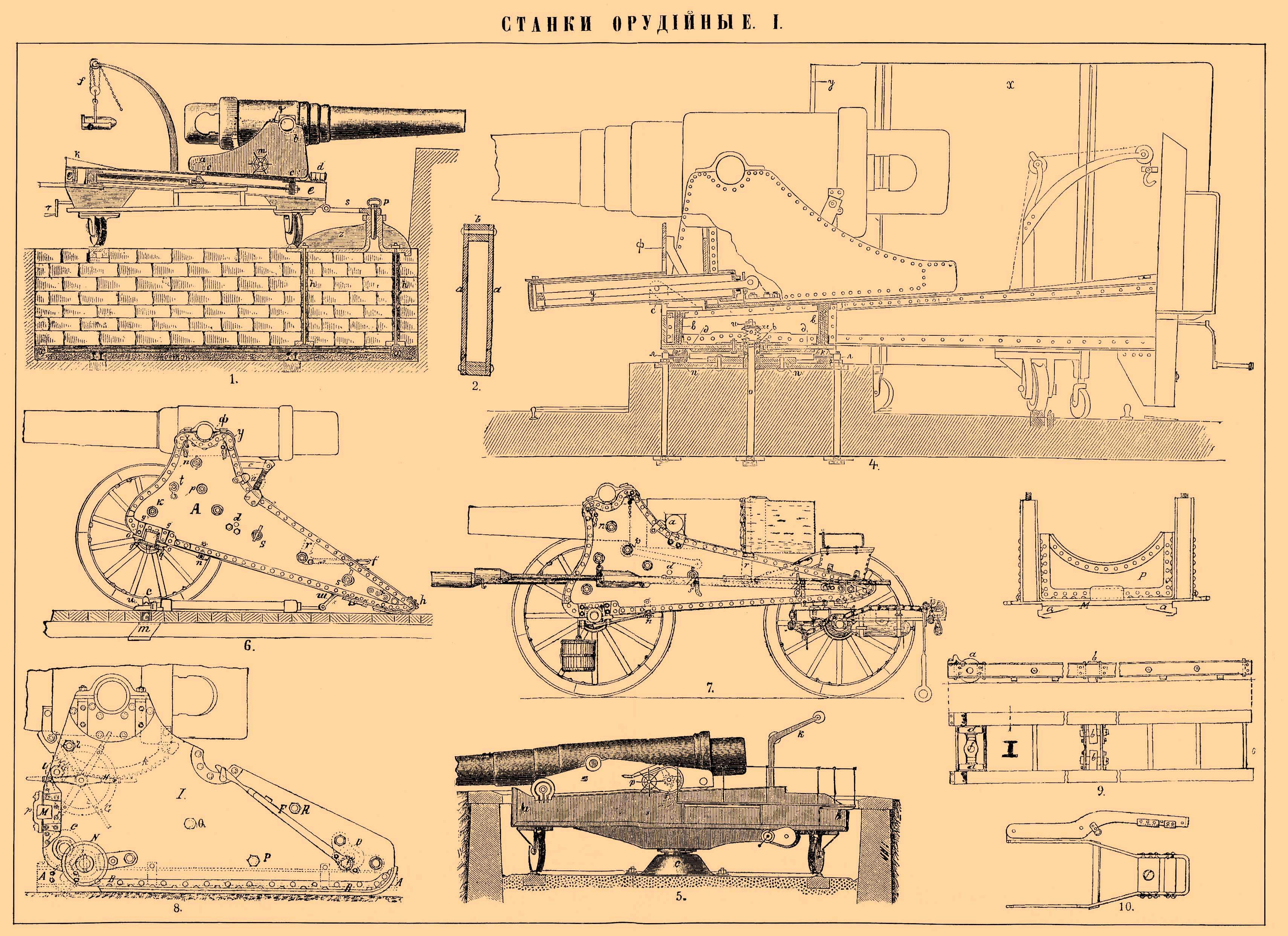

Одинаковое устройство с только что описанным имели лафеты береговых мортир, стреляющих всегда под очень большими углами (от 43° до 65°); вертикальная слагающая давления пороховых газов в 11-дюймовой мортире при угле в 65° достигает 50000 пудов, здесь всегда передний конец рамы опирался на систему катков. На черт. 5 изображен береговой лафет под 11-дюймовую пушку в 35 калибров (вес орудия 3000 пудов, снаряда — 21 пуд, начальная скорость 1900 футов в сек.) для стрельбы под малыми углами возвышения; лафет имеет круговой обстрел, расположен на бетонном основании за бетонным бруствером; для уменьшения площади основания шкворень расположен центрально; рама имеет наклон около 4° для самонакатывания; лафет снабжен двумя гидравлическими компрессорами постоянного давления. Обыкновенными условиями боя для осадных и крепостных орудий бывает продолжительная стрельба целыми снарядами из-за бруствера по одной и той же цели и необходима меткость на возможно дальние дистанции; на средних и малых дистанциях ведется перекидная и навесная стрельба, почему лафеты должны были допускать большие углы возвышения; подвергаясь в свою очередь продолжительному обстрелу неприятеля, лафеты должны были допускать стрельбу из-за и поверх высокого бруствера (прикрытие прислуги и материальной части) через мелкие ложбины в нём; при таком расположении прямая наводка в цель невозможна, — прицеливание производилась по закрытой цели раздельно (вертикальное — квадрантом, горизонтальное — прицельным угломером); центр цапфенных гнезд был поднят над горизонтом на 6 футов — предельная высота подъёма цапф, обуславливаемая удобством заряжания. Крепостные орудия перевозились на место установки из крепостного склада, осадные доставлялись (по железной и обыкновенной дорогам) к крепости в осадный парк, откуда перевозились на место установки прямо по полю и подступами на людях и лошадьми, движение совершалось шагом; вес системы осадного орудия с лафетом не должен был превышать 350—400 пудов. Необходимо было насколько возможно уменьшать длину отката, так как попутно уменьшалось количество земляных и других работ при установке; особую важность здесь приобретала простота устройства и ухода за материальной частью.

### Осадный и крепостной лафет под 6-дюймовую пушку

крепостной лафет под 6-дюймовую пушку

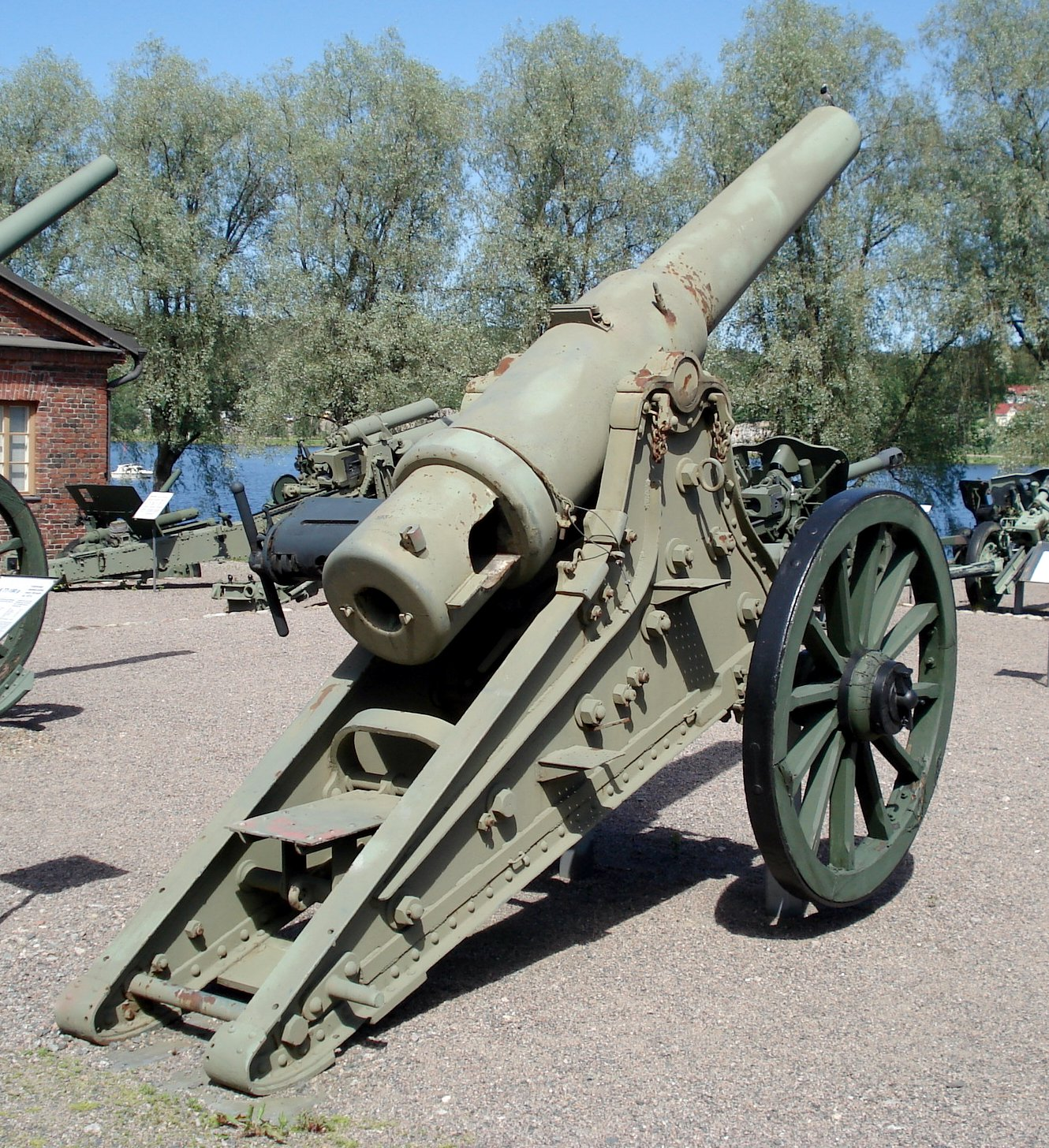
6-дюймовая осадная 190-пудовая пушка образца 1877
года в финском артиллерийском музее Hameenlinna

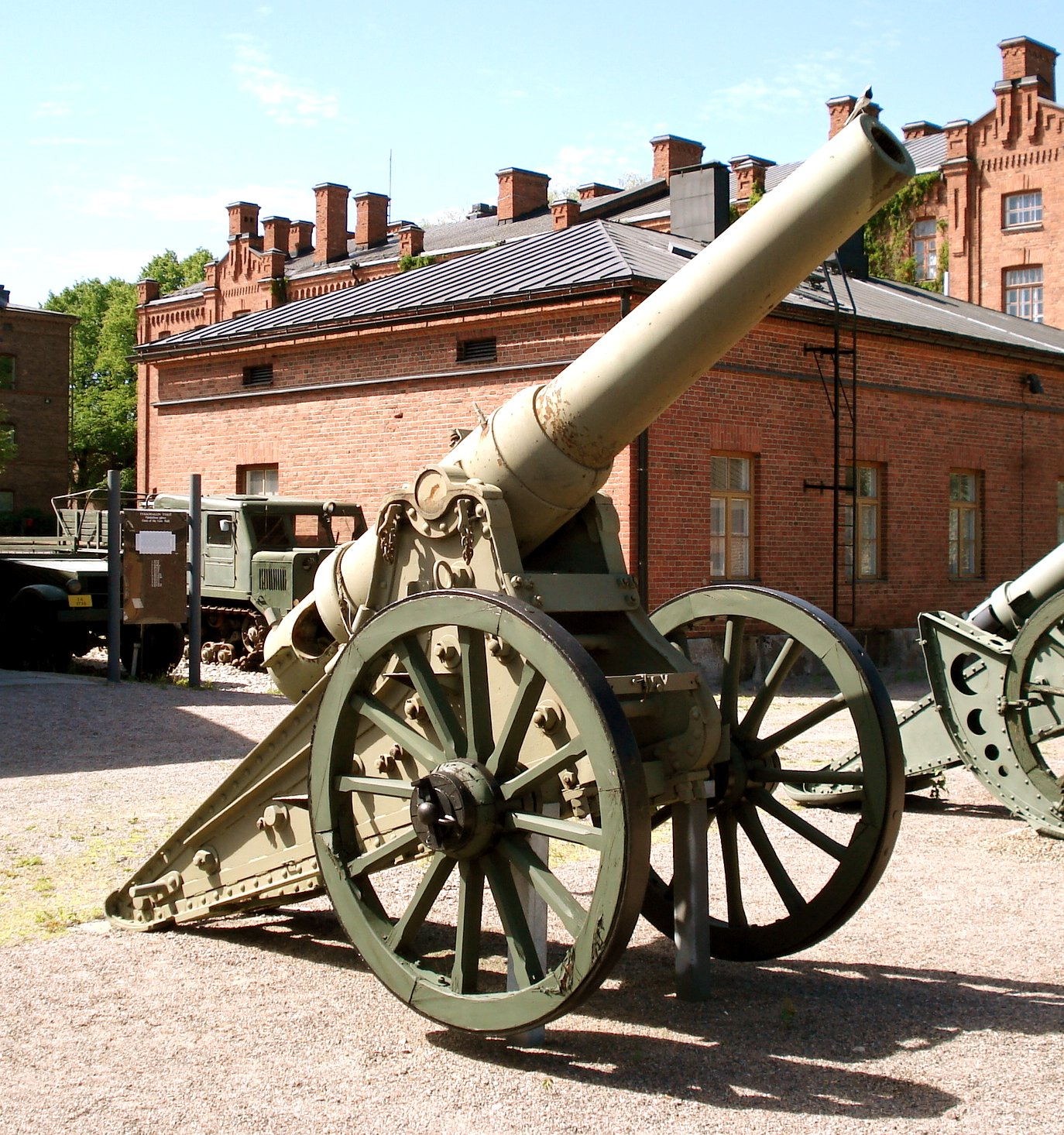
6-дюймовая осадная 190-пудовая пушка образца 1877 года в финском артиллерийском музее Hameenlinna

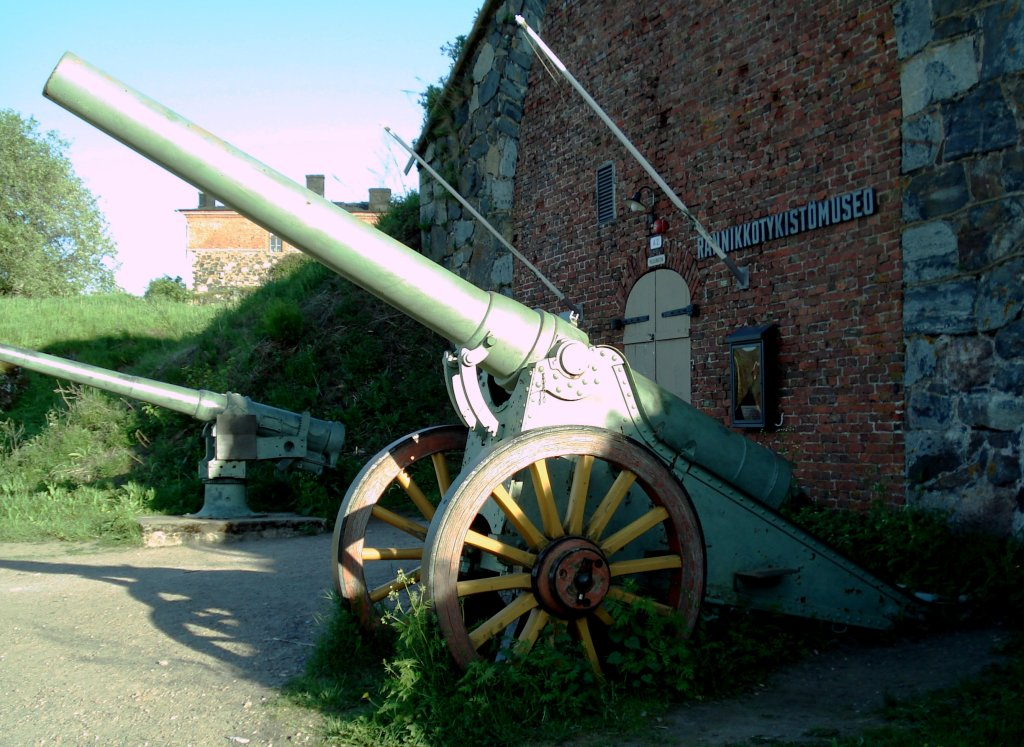
6-дюймовая осадная 200-пудовая пушка образца 1904 года в финском артиллерийском музее Суоменлинна

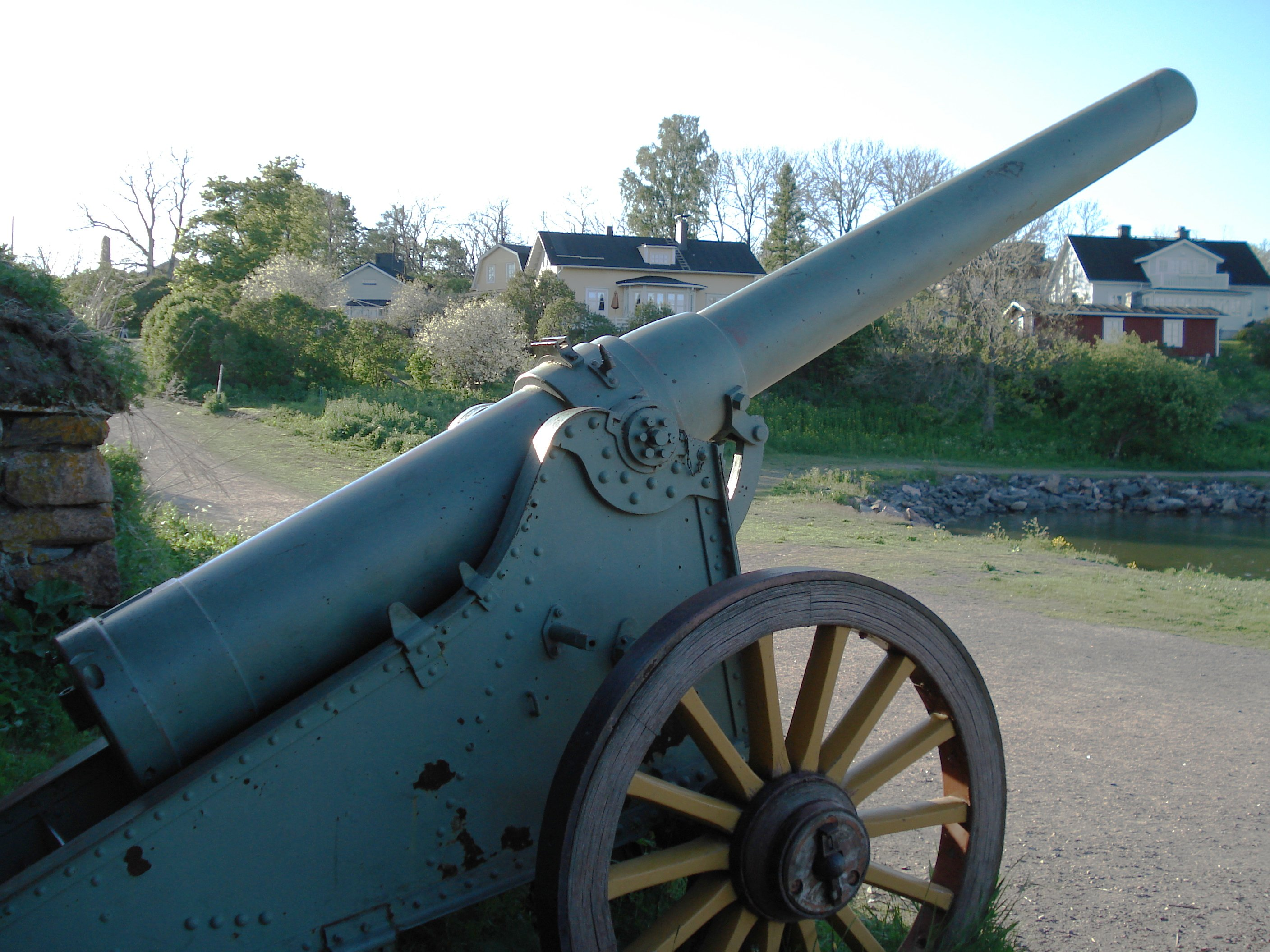
6-дюймовая осадная 200-пудовая пушка образца 1904 года в финском артиллерийском музее Суоменлинна

Черт. 6. Высокий осадный и крепостной лафет под 6-дюймовую пушку (вес орудия 190 пудов, снаряда — 2 пуда, начальная скорость 1500 футов в сек.) допускает углы возвышения от −5° до +40°; вес лафета около 100 пудов. Лафет состоит из станка, хода (ось с колесами) и компрессора. При угле возвышения в 40°, ось с колесами испытывала сильное давление от выстрела; для ослабления его ось цапф значительно подана от боевой оси к хоботу; при малых углах возвышения получается значительная скорость отката, для ограничения которого был приспособлен гидравлический компрессор; под лафет настилалась деревянная платформа, состоящая из продольных брусьев — лежней, укладываемых в борозды, сделанные в почве; под середину продольных лежней, в том месте, где приходится хобот (задний конец лафета), подкладывали ряд поперечных лежней, задние концы продольных лежней упирались в поперечные; поверх прибивалась настилка из 3-дюймовых досок, под хоботом в настилку врезалась толстая, железная, дугообразная полоса.
Станок был образован двумя железными станинами (А), поставленными на ребро, скреплёнными по обводу снаружи и совнутри угольниками и связанными между собой болтами (n, p, k, t) с надетыми на них между станинами распорными муфтами и шворневой доской (б); передняя — лобовая часть танка опиралась на ось с колесами (задняя — хоботовая — лежала на платформе), для чего в нижних ребрах были вырезаны осевые гнезда, усиленные накладками, ось подтягивалась осевыми подвязями (о), надетыми на болты (q) и прижатыми гайками; вверху станин имелись цапфенные гнезда, усиленные ладыгами (у), на упоры которых накладывались наметки (ф); к верхним ребрам посередине длины было приклепано по два упора, образующих походные гнезда (а); подъемный механизм — качающийся двойной винт с бронзовой маткой, вставленной в стальную подушку между станинами в средней части; повороты лафета в горизонтальной плоскости при стрельбе производились гандшпугами-рычагами, подкладываемыми под костыли (х), расположенные в хоботовой части; для наводчика устраивалась скамейка (p). У компрессора поршень без отверстий, масло протекает в зазор между поршнем и внутренней поверхностью цилиндра, расточенной по конусу, давление постоянно; передняя крышка снабжена кольцом (и), надеваемым на штырь (с), утверждённый в среднем лежне платформы под осью лафета посредством обоймы (ж); шток сочленяется шарнирно с лапой (ш), сосок которой вставляется в шворневое отверстие доски и закладывается ключом. При перевозки к хоботу прикреплялась слизневая доска и он накладывался шворневым отверстием (черт. 7) на шкворень передка, взамен боевых колес надевались передковые большого диаметра, а на передок орудийный — боевые, орудие перекладывается в походные гнезда. Описанное устройство имели лафеты под 42-линейную, 6-дюймовую облегчённую и 8-дюймовую легкую пушки. Станкам под осадные и крепостные мортиры, стреляющие всегда под большими углами возвышения, было придано самое простое устройство: они без колес и опираются ребрами станин прямо на платформу так, что давление передавалось последней широкой и длинной поверхностью. Чтобы газы, выходящие из дула мортиры, расположенной позади бруствера, не разрушали бруствера, ось цапф мортиры относилась на 10 футов за гребень его; превышение оси цапф над горизонтом около 4 футов; откат уменьшается клиньями, лежащими на платформе, на них при откате взбегают катки, расположенные в лобовой части станка, хобот скользил по платформе. Станок (черт. 8) состоял из двух станин (1) 1-дюймового железа, цапфенные гнезда были усилены накладками и перекрыты наметками, притянутыми на болтах гайками; нижние ребра с обеих сторон усилены угольниками (В), к которым снизу приклепываются полозы; станины были связаны болтами (P, Q, R), с распорными муфтами; спереди и внизу к ним были приделаны скобы, через которые (и через станины) проходили оси катков (N), подземный механизм (k)  — дуговой, зубчатый с двойной зубчатой передачей; на второй оси справа был насажен маховик (G), приводящий механизм в действие, слева зажимная рукоять (H). Для направления станка при откате, накатывании и откатывании без выстрела служит поворотный брус (черт. 8, А; черт. 9), состоящий из двух рельсов двутаврового сечения, соединённых между собой связями и болтами; впереди между рельсами укреплена ось с двумя катками (черт. 8, черт. 9, a), посредине оси имеется отверстие (f), которым ось надевается на шкворень платформы. При откате катки взбегали по клиньям, хобот скользил по платформе; для поворота станка в стороны вставлялся лом в прорезы железной полосы, расположенной под хоботом; между станинами имелись 4 катка (черт. 8, C и D) с эксцентрическими осями, на них становился станок, опираясь на поворотный брус, при откатывании станка без выстрела. Для перевозки в гнезда лобовой части вставлялась походная ось (черт. 8, M) и притягивалась подвязями (p), к хоботу прикреплялась походная вила (черт. 10) с сидением для ездового, накладываемая на шкворень передка, мортира перекладывалась в походные гнезда; вес системы с передком (черт. 11) был около 400 пудов. Ещё проще был железный станок под 5-пудовую и 2-пудовую гладкую мортиру, назначенную для стрельбы пульной и гранатной картечью и светящими ядрами.

## Лафеты полевой артиллерии
Главное требование от лафетов полевой артиллерии — подвижность, причем часто по пересечённой местности, без дорог; горная артиллерия ведёт бой в горах, сопровождает пехоту по узким и извилистым горным дорогам, следовательно — должна быть перевозимой на вьюках, причем предполагалось, что лошадь перевозит на вьюке груз не более 6 пудов. Пушечный полевой лафет (черт. 11) состоял из станка и хода; станины станка из литового железа, или мягкой стали с отогнутыми для прочности внутрь краями; цапфенные гнезда усилены ладыгами (1), а осевые — лобовой клепанью (2), между собой станины были скреплены связями и болтами с распорными муфтами, хоботовая клепань (3) охватывала хобот станка снизу и сзади; ось хода была притянута к станку подвязями (4), дающими возможность передвигаться оси вдоль станка (на расстояние 1½ дюйма); при посредстве двух тяг (5) ось сочленялась с подвижным поперечным болтом (6), скользящим при выстреле в прямоугольных окнах средней части станин; на подвижной болт были надеты проушинами 2 буферных болта (черт. 12, 7), проходящие через 3-ю связь лафета и нажимную буферную доску, облегая буфер по бокам его, на концы болтов были навернуты гайки, опирающиеся на нажимную доску; буфер (черт. 12, 8) состоит из двух каучуковых пластин, разделённых железной прокладкой; таким образом ход лафета, состоящий из оси, колес, двух тяг подвижного болта, 2 буферных болтов с гайками и нажимной доской, и С. расперты каучуковым буфером, опирающимся одним концом на 3-ю связь С., другим — на нажимную буферную доску.

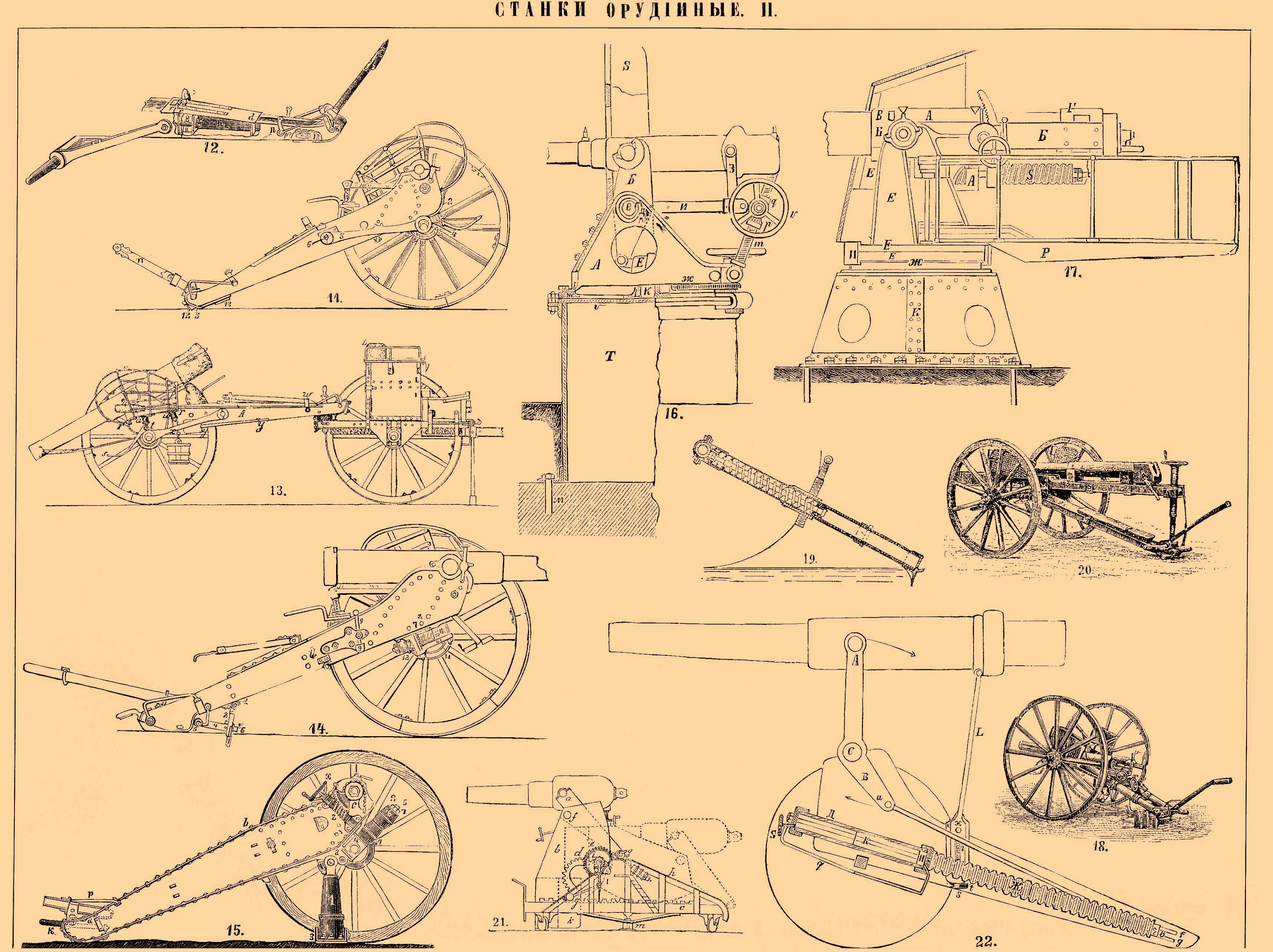

При выстреле станок двигается назад, ход стоит на месте, почему буфер сжимается до отказа, только тогда на ход подействует отдача и он станет откатываться — смягчен удар между С. и ходом; принимая первоначальные размеры после сжатия, буфер замедлит и остановит откат и сообщит ходу возвратный удар; подъемный механизм (9) — двойной качающийся винт с вилой (10); для поворота лафета в стороны служит правило (11), надетое на хоботовой болт; откат ограничивается стальным сошником (12), врезающимся в землю; хоботовая клепань (2) увеличивает поверхность соприкосновения хобота с местностью и не даёт ему слишком зарываться; в него врезана шворневая воронка (13), которой хобот надевается на шкворень передка (черт. 13) для движения.
Конный лафет отличается от описанного только отсутствием сидений для прислуги (прислуга конная) и мелкими деталями. Для увеличения скорости стрельбы в полевой артиллерии приняты лафеты с упругим сошником и поворотным механизмом (черт. 14); в остальном они одинаковы с описанным; благодаря принятым приспособлениям, уменьшен откат и лафет сам накатывается; наводка в горизонтальном и вертикальном направлении находится в руках наводчика. Широкая лопата — сошник (1) — подвешен на стойках (2) к проушинам планок (3), приклепанных к нижним ребрам хоботовой части, посредством шарнирной оси и соединен тягой (4) с буферным болтом (5), проходящим через хоботовой лист в промежуток между задними концами станин; на буферный болт надеты каучуковые пластины, разделённые железными прокладками, и передняя и задняя шайбы. До выстрела сошник примыкает к станинам, опираясь острым ребром на землю; при откате во время выстрела нижнее ребро сошника задерживается местностью, а точка привеса двигается назад, следовательно, сошник отгибается вперед и от давления выстрела врезается в почву почти на всю величину лопаты; в это время головка (6) тяги упрется в лопату и потянет за собой буферный болт, нажимающий буфер верхней шайбой на хоботовой лист; буфер, сопротивляясь сжатию, задержит и остановит лафет, после чего, расширяясь, накатит лафет вперед (не доходит на прежнее место на 1-2 фута); благодаря сильному сопротивлению сошника откату, лобовая часть лафета сильно подпрыгивает.
Поворотный механизм устроен так: С. лобовыми клепанями лежит на угольнике (7), горизонтальная ветвь которого врезана заподлицо в клепань, а вертикальная входит в паз, простроганный в осевой подвязи (8); угольник может передвигаться влево и вправо посредством рычага, вращающегося на вертикальной оси, укреплённой в передней связи С., передний конец которого входит в коробчатый упор на середине верхней ветви угольника, задний имеет вид вилы, между вертикальными ветвями которой помещается цапфочками матка, перемещающаяся вправо и влево по ходовому винту, проходящему сквозь станины, на правом его конце насажена рукоятка (9) с противовесом; при вращении ходового винта рычаг поворотного механизма будет вращаться около переднего своего конца, остающегося неподвижным (потому что сочленен с угольником, остающимся вместе с боевой частью неподвижным), благодаря перемещению матки по ходовому винту; за рычагом последует С. и передвинется по угольнику в ту сторону, куда отходит матка; боевая ось сочленяется с угольником (7), который лежит на ней своей горизонтальной ветвью посредством двух болтов (10), проходящих сквозь ось и угольник; передние концы их имеют отверстия, куда закладываются чеки (11); на концы, выходящие за угольник, надеваются 2 каучуковых осевых буфера (12) и навинчиваются гайки; при откате угольник двинется назад вместе со С., а болты с осевыми буферами вместе с осью хода останутся вначале неподвижными, почему сопротивление осевых буферов сжиманию смягчит удар между станком и ходом. Вес лафета с орудием около 65 пудов.

### Полевой мортирный лафет

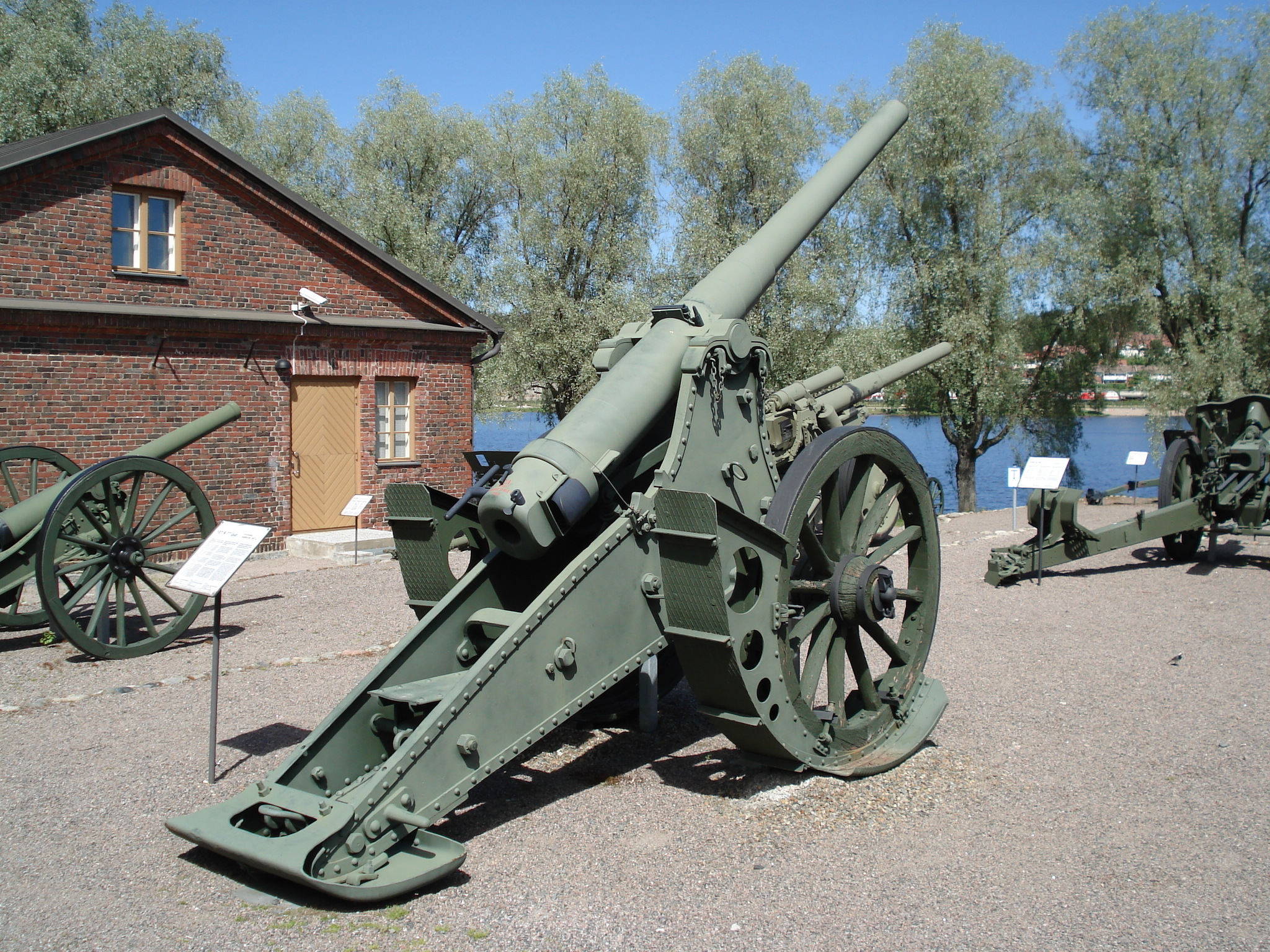
42-линейная пушка образца 1877 года в финском артиллерийском музее в Хямеэнлинна.

(черт. 15) устроен особенно прочно; С. представляет собой род коробки — станины почти на всем протяжении сверху и снизу скреплены сплошными листами; стрельба ведется прицельно и навесно. При малых углах скорость отката настолько велика, что задержка чем-либо хобота привела бы к опрокидыванию лафета — приняты, поэтому, меры к тому, чтобы хобот не зарывался при откате, предельный угол вращения системы уменьшен расположением оси цапф над боевой осью, отчего хобот меньше обременяется; при больших углах возвышения ось становится на тумбы (1), подвешенные на шарнирах к проушинам лобовых клепаней (2); подошвы обеих тумб скреплены железной доской (3) с отогнутыми ребрами; тумбы подвешены так, что при выстреле сначала колеса слегка врезаются в землю и только тогда ось опирается на тумбы, подрессоренные каучуковыми буферами; С. накладывается не непосредственно на ось, а подвешивается к ней: на ось надеты особые обоймы (4), в пазы которых входят лобовые клепани С., с проушинами последних шарнирно соединяются головки двух болтов (5), пропущенных сквозь обойму, и ось, на верхние концы их надеваются каучуковые буфера (6) с прокладками (7) и шайбами, поверх которых навинчены гайки (8); давление выстрела передается оси с колесами через посредство буферов. Подъемный механизм зубчатый. Повороты в стороны производятся с помощью вставного правила (q). Для перевозки лафет надевается шворневым кольцом (k) на шкворень передка; вес лафета с мортирой около 65 пудов. Горным лафетам придается значительная длина и небольшая высота оси цапф с тем, чтобы они не опрокидывались при выстреле (см.). Вьюки орудия и лафета очень неудобны, валки и часто набивают спину лошадей, поэтому лафет приспособлен для перевозки на бесколесном передке, состоящем из железной вилы со шкворнем и двумя стаканами по концам, в которые вкладываются деревянные оглобли; лафет надевается на шкворень шворневой воронкой, врезанной в лапу сошника. Принят также особый подъемный механизм. Устройство лафетов для скорострельных пушек рассчитано на развитие наибольшей скорости стрельбы, для чего стремятся возможно уменьшить работу орудийной прислуги, сделать её удобоисполнимой, сократить время, потребное для наводки передачей вертикального и горизонтального прицеливания в руки одного наводчика, причем отказались, ради удобств наводки, от расположения за высоким бруствером в пользу стального щита, и устранить откат.

### Береговой лафет для скорострельных пушек

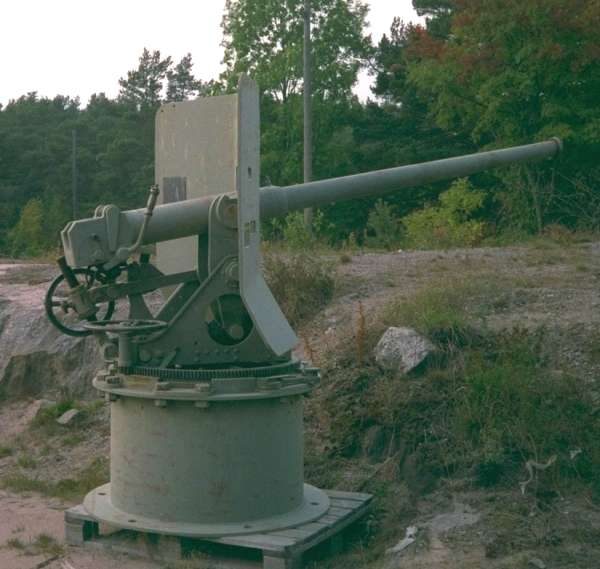
57 мм капонирная пушка системы Норденфельдта

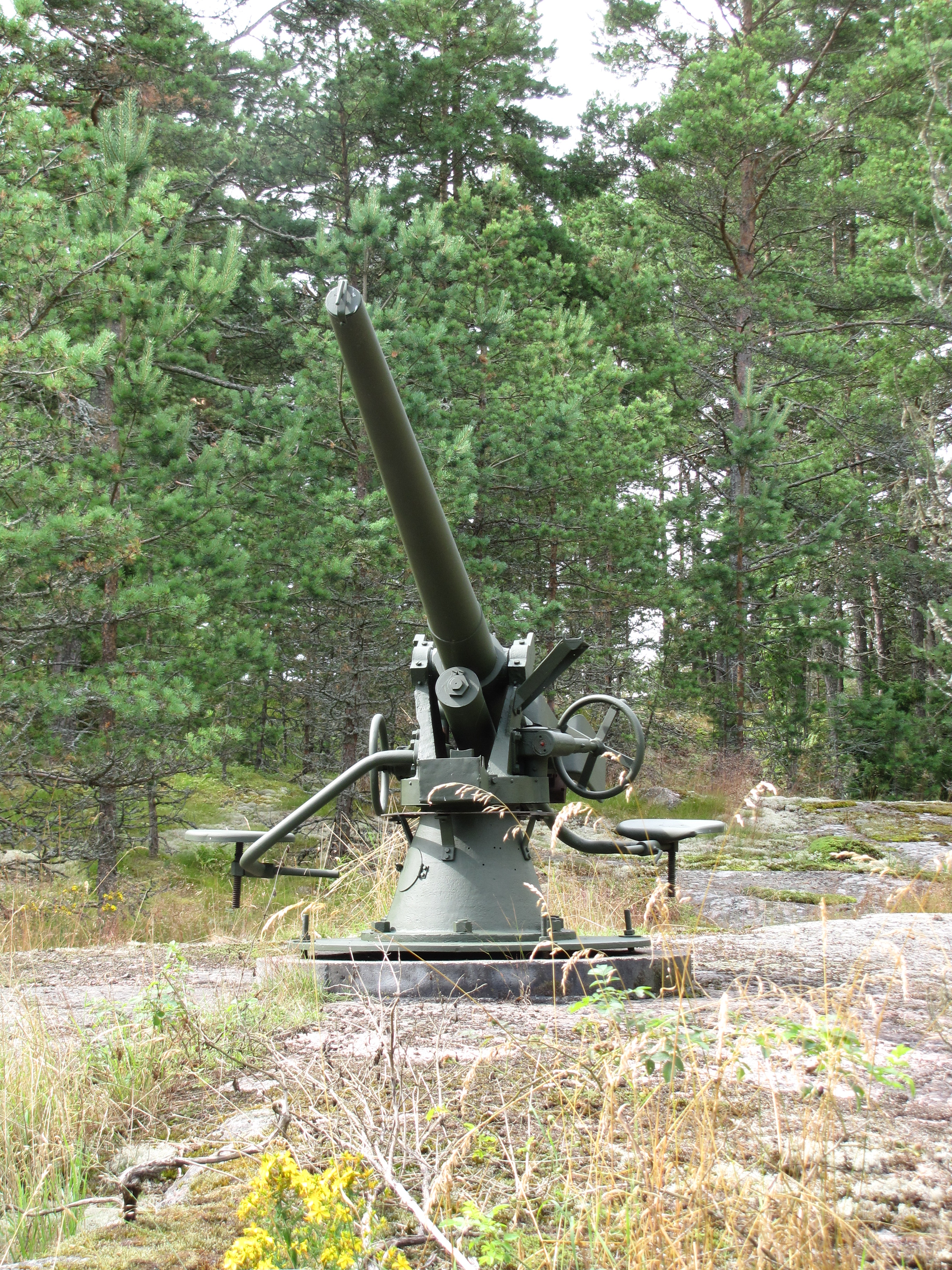

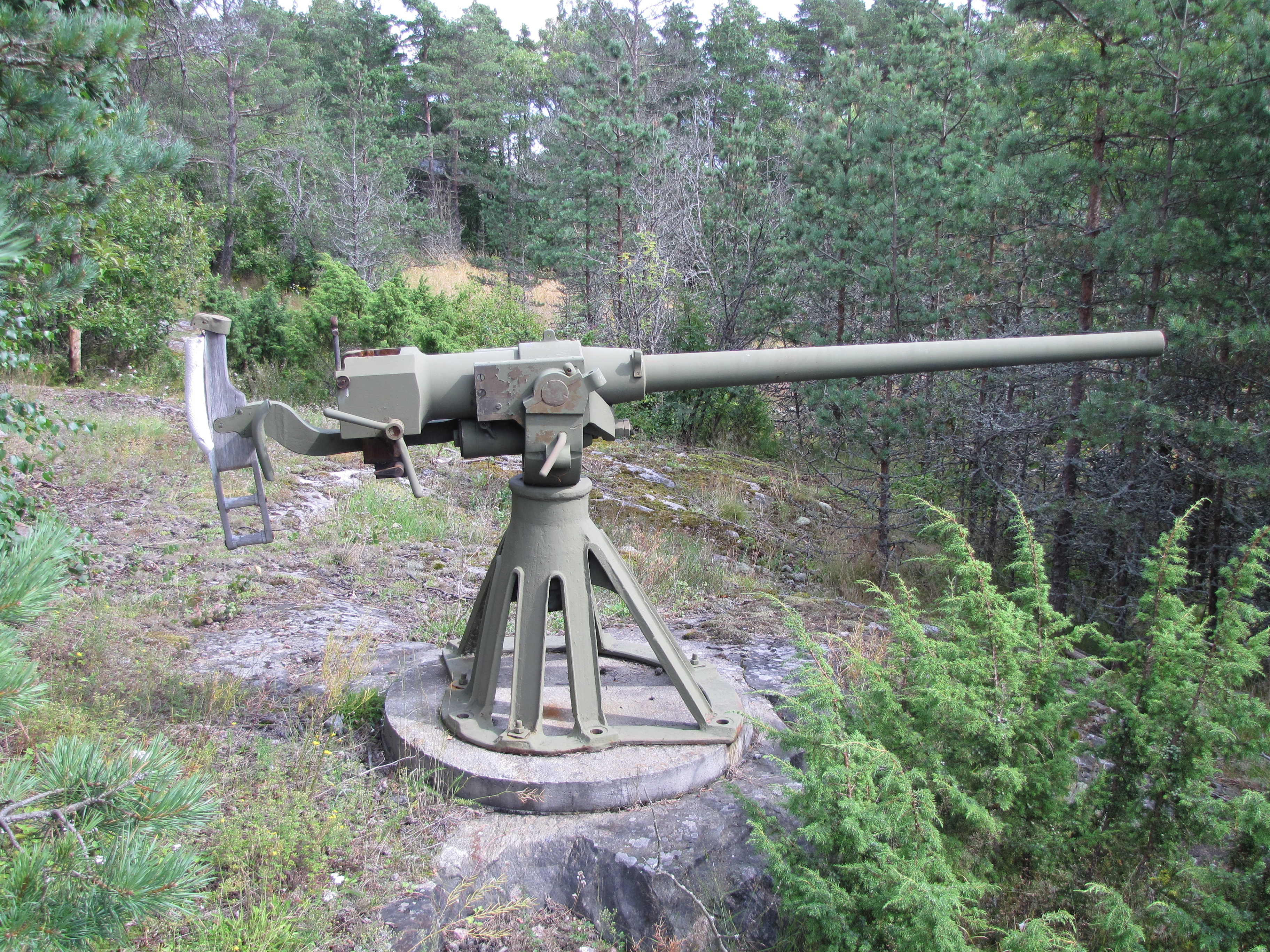

(черт. 16) малого калибра устанавливается на бетонном основании и притягивается к нему болтами (М), состоит главным образом из С. и основного зубчатого круга, в который первый вставлен и прочно соединен так, что может неограниченно вращаться вокруг штыря (K), вставленного в стакан (L) круга. С. состоит из двух станин (А), соединённых связями, двух снабжённых цапфенными гнездами коромысел (Б), вставленных между станинами и вращающихся на оси, проходящей через отверстия коромысел и втулок (Г), закреплённых в станинах шайбами (Д), и гидравлического компрессора (E), связывающего нижние концы коромысел с хоботом С.; в лобовой и хоботовой части С. образованы лапы (f), заправленные в круговой жёлоб основного круга (ж). Компрессор при выстреле постепенно поглощает отдачу; на шток внутри цилиндра надеты две сильные спиральные пружины. При выстреле коромысла снижаются, вытягивают шток и взводят пружины; после выстрела пружины разжимаются и ставят коромысла на прежнее место. Подъемный механизм состоит из рычага (и), надетого ушком одного конца на ось (B), а развилиной другого соединяется с серьгой (з) и муфтой; серьга (з) по концам имеет ушки, одним надевается на цапфочку орудия, другое вставляется в развилину рычага и закладывается болтом; подъемный винт (т) на нижнем конце снабжен ушком, надеваемым на цапфочку С., на него навинчивается матка, нижний край которой представляет собой коническую шестерёнку (p), а верхний нарезан для гайки; на матку надевается муфта (q) скрепляемая с помощью ушка с рычагом (и) и снабжённая маховиком (r) с конической шестерёнкой (сцепляющейся с шестерёнкой муфты), надетых на сосок муфты; для закрепления матки в муфте имеется зажим; вращая маховик, заставим подъемный винт ввинчиваться или вывинчиваться из матки. Пушка, рычаг, серьга и верхнее плечо коромысла образуют параллелограмм, при любом положении орудия ось его параллельна рычагу, а серьга коромыслу. Поворотный механизм состоит из оси, пропущенной через прилив хобота маховика с шестерёнкой, и основного бронзового круга (ж). Щит (3) назначается для прикрытия прислуги от пуль и осколков. Тумба (Т) образована свернутым в цилиндр стальным листом. Для обстрела крепостных рвов картечью и гранатой назначается канонирная скорострельная пушка. Стрельба ведется из канониров в продолжение немногих минут, пока неприятель остается во рву во время перехода через него; для увеличения скорострельности лафет сделан безоткатным. Пушка лежит цапфами в гнездах вертлюга, вставленного в тумбу, связанную с неподвижным основанием. Тумба образована 4 стенками из стальных листов, склепанных между собой; вверху в тумбу вделан бронзовый стакан для шкворня вертлюга, тумба поставлена на четыре катка. В стороны лафет поворачивается, вращаясь на штыре. Пушка располагается в канонире за амбразурой, внутреннее отверстие которой закрывается стальными щитами, оставляя щель для пушки. 6-дюймовая (бронебойная) береговая скорострельная пушка (вес орудия 350 пудов, снаряда — 2½   пуда, начальная скорость 2600 футов в сек.) имеет лафет следующего устройства (черт. 17): орудие без цапф закрепляется наглухо в обойме (А), упирающейся спереди в ободок на орудии, а сзади в два полукольца, вложенных в кольцевой желобок на теле орудия и охваченных сплошным кольцом. Обойма с орудием скользит при выстреле по продольными брусьям (Б) рамы, связанных кольцами (Б и Г); С. своими цапфами помещается в гнезда поворотной рамы (Е), состоящей из двух станин, отлитых заодно с поперечными связями и основанием, стакан которого надет на шкворень установочного круга (ж), а обод опирается на стальные шары, помещённые в кольцевой жёлоб того же круга; спереди и сзади рамы прикреплены захваты (И), препятствующие ей отделиться от круга, притянутого к тумбе (K) болтами; тумба крепится к бетонному основанию; к раме прикреплена платформа (Р) с перилами для прислуги. Нижняя часть обоймы (А) служит цилиндром компрессора, заднее дно его подвижно, шток поршня прикреплен к заднему кольцу (Г) С.; при выстреле обойма с орудием движется назад; поршень, оставаясь на месте, скользит внутри цилиндра; подвижное дно и цилиндр (А) имеют с боков приливы, через которые пропущены стержни, с надетыми на них бельвилевскими пружинами (s), поджатыми гайками; когда откат прекратится, жидкость остается под давлением пружин, передвигающих обойму, а вместе с ней и орудие, в первоначальное положение. Подъемный механизм дуговой, поворотный, подобный описанному выше.

### Лафеты скорострельных полевых пушек

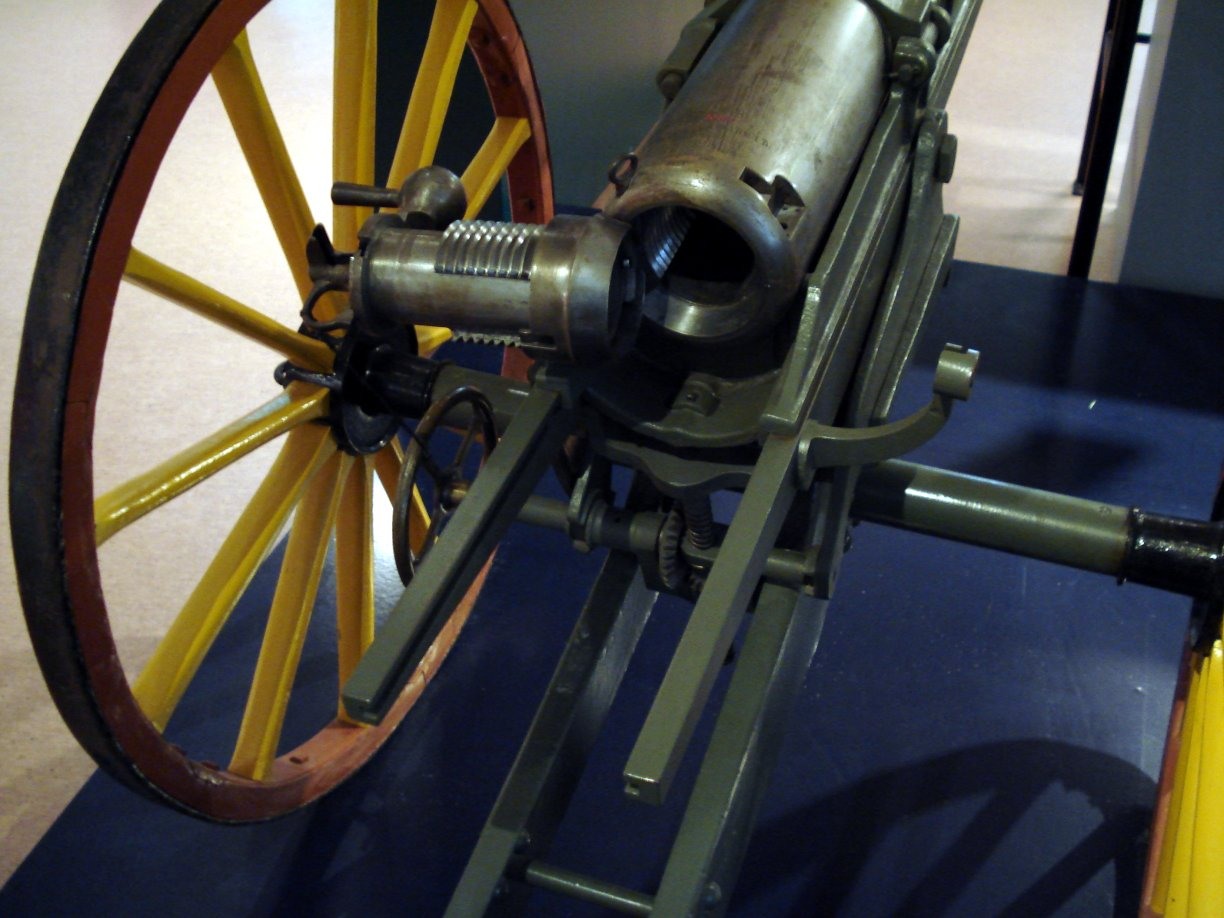
Скорострельная пушка Барановского

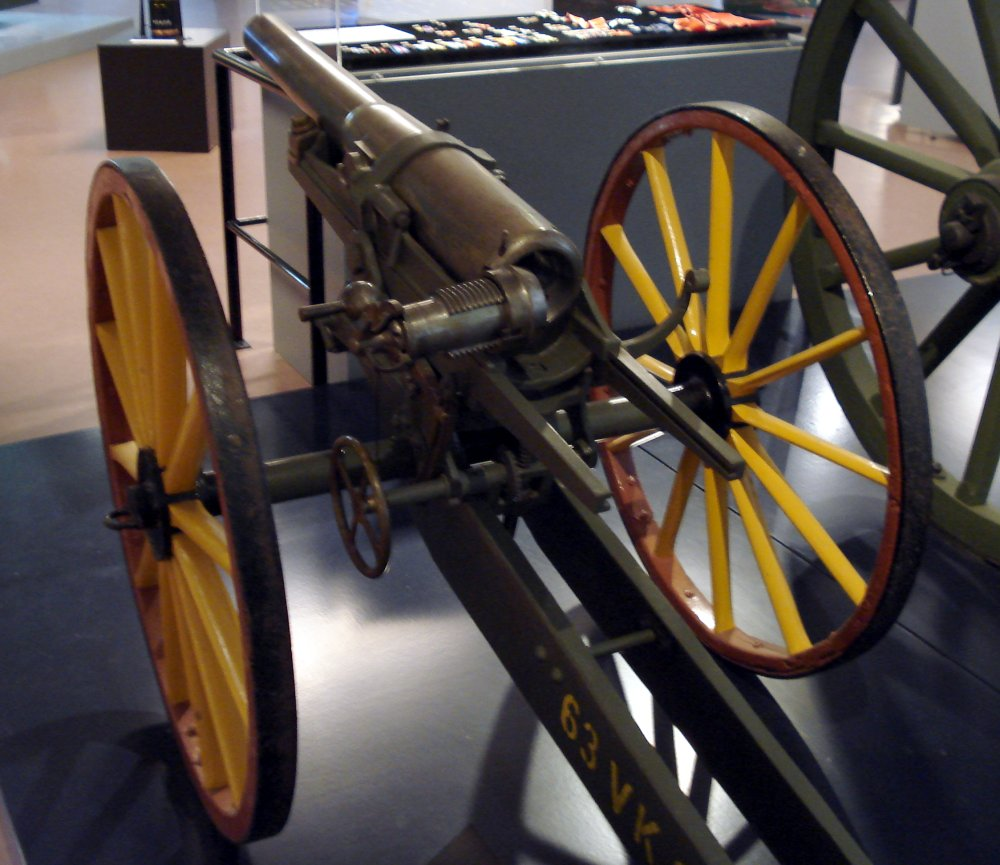

В 90 годах XIX века явился на сцену вопрос о перевооружении полевой артиллерии скорострельными пушками; возник он, решен и осуществлен прежде всего в Германии и Франции, а в XX веке почти во всех государствах. Изобретатели при решении задачи стремились:
1. ускорить возвращение орудия после выстрела в первоначальное положение (самонакатывание),
2. ускорить и облегчить наводку, вручив её одному наводчику,
3. ускорить заряжание принятием унитарного патрона и усовершенствованного затвора, производя его одновременно с наводкой.

Лафеты скорострельных полевых пушек в общем состоят из:
1. неподвижной части, располагаемой на местности более и менее неподвижно,
2. подвижной части, состоящей из пушки, поддерживаемой салазками, скользящими по собственно лафету, или неподвижной части, и
3. компрессора, поглощающего отдачу подвижной части и возвращающего затем орудие в первоначальное положение. Иногда подвижная часть ограничивается одной пушкой; иногда, наоборот, величина неподвижной части доведена до минимума, ограничиваясь лишь приспособлениями для задерживания лафета при откате.

На черт. 18 изображена скорострельная полевая пушка на лафете-телескопе;
на черт. 19 представлена схема его. Каждая станина образована двумя входящими друг в друга трубами: лобовая труба вместе с орудием при выстреле надвигается на нижнюю неподвижную, удерживаемую на месте сошником, врезавшимся в почву; надвигание верхних труб на нижние останавливается гидравлическим компрессором со спиральной пружиной, которая затем выдвинет орудие в первоначальное положение.
На черт. 20 представлен лафет, где пушка накладывается на салазки, двигающиеся вдоль нижней, устанавливаемой неподвижно, части лафета; откат прекращается и салазки возвращаются на место при посредстве гидравлического компрессора со спиральными пружинами. Существуют системы, по которым пушка помещается в стальном кожухе, составляющем одно целое с двумя гидравлическими компрессорами; штоки поршней прикрепляются к казённой части орудия; система (пушка, кожух, компрессоры) покоится на полукруглом основании, на котором удерживается лапами, и вращается около шкворня, нижняя часть которого имеет форму муфты, надетой на горизонтальный цилиндр, прикреплённый к станинам нижнего лафета, удерживаемого на месте широким хоботовым сошником; таким образом орудию можно придавать углы возвышения и поворота; прицел и мушка помещены на кожухе, почему линия прицеливания остается при выстреле неподвижной, что значительно ускоряет исправление наводки.
Число выстрелов в минуту из скорострельной полевой пушки без тонкой наводки около 25, с исправлением наводки 15. Башенные лафеты являются одним из способов решения задачи — дать береговым орудиям возможно больший обстрел в вертикальной и горизонтальной плоскостях при наилучшей защите прислуги и материальной части от неприятельских снарядов, но они имеют следующие недостатки:
1. стена башни ослабляется амбразурой,
2. случайный неприятельский снаряд, попавший между башней и бруствером, заклинит её — башня перестанет вращаться, и
3. для вращения орудия в горизонтальной плоскости приходится поворачивать и башню.

### Скрывающиеся лафеты

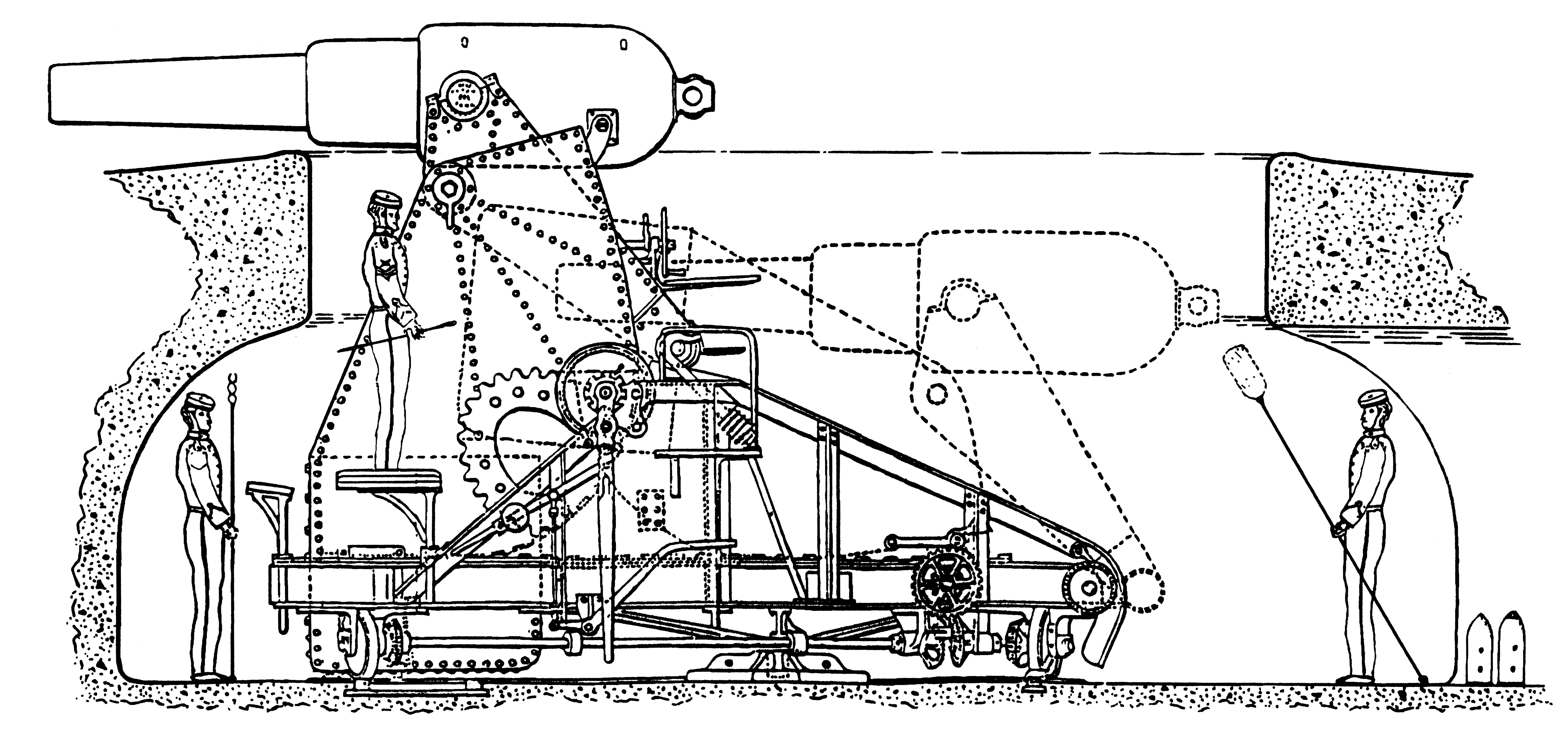

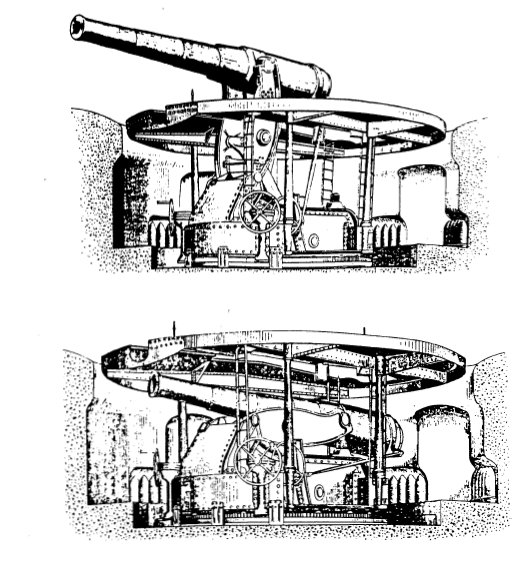

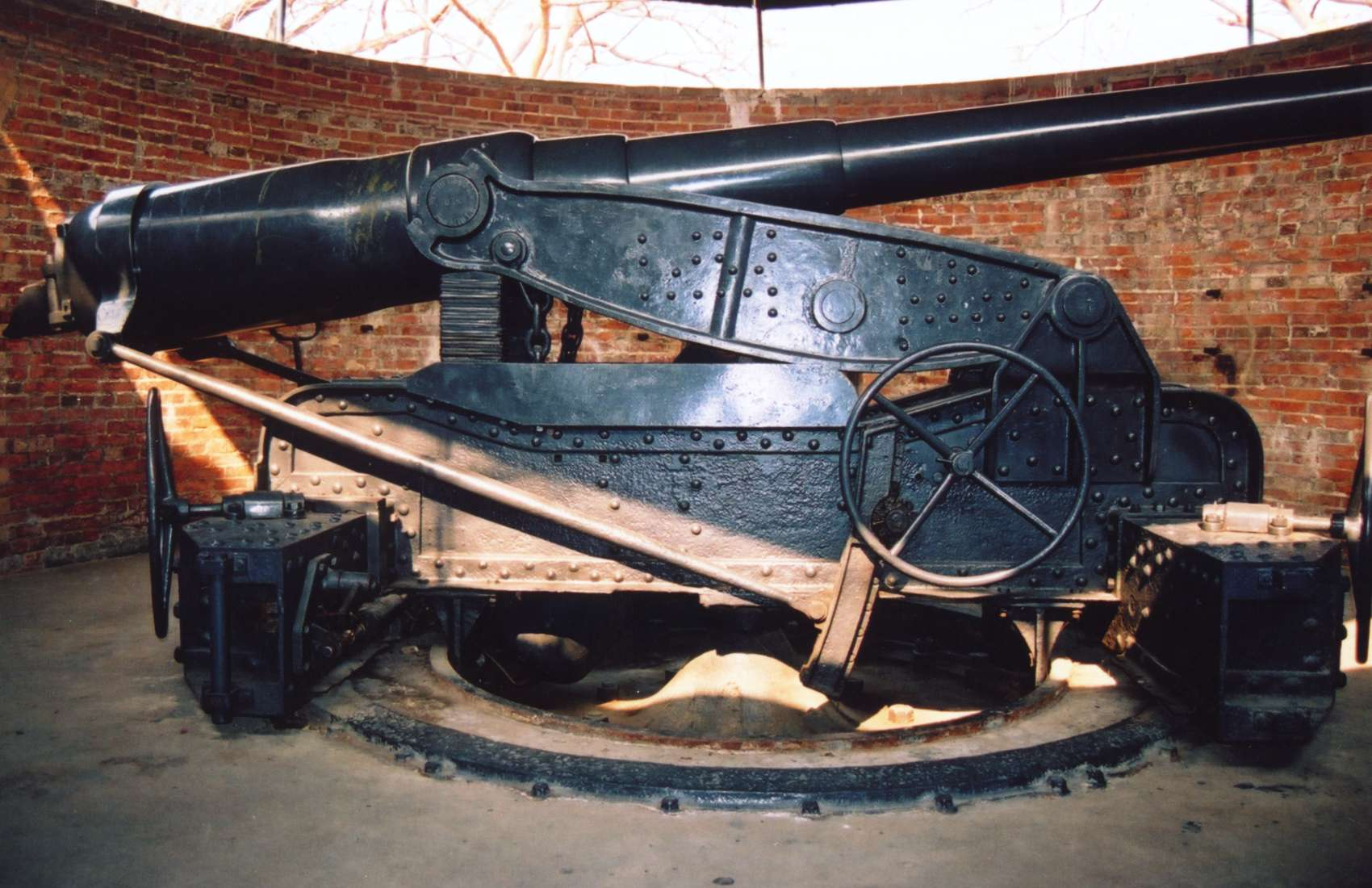

С целью устранить указанные недостатки, устроены скрывающиеся лафеты; на них орудие остается видимым в течение времени, необходимого для наводки и производства выстрела; от выстрела орудие снижается и в таком положении заряжается.
Устройство это основано на одном из двух принципов:
1. сила отдачи орудия тратится на подъём груза, который после заряжания поднимает орудие в прежнее положение, или
2. сила отдачи расходуется на сжатие упругих тел (воздуха, пружины), употребляемое для той же цели. К категории первых относится лафет, изображённый на черт. 21: орудие наложено цапфами в гнезда стоек (а), соединённых со станинами (b), болтами (f) и опирающихся катками (g) на наклонные брусья (h) поворотной рамы; края станин снабжены зубцами соответственно зубцам рамы (jc), к станинам прикреплен противовес (k). При выстреле орудие приходит в положение, обозначенное пунктиром; для удержания его в таком положении в зубцы храпового круга (e) заскакивает собачка; на одной оси с храповым сидит зубчатый круг (i), сцепленный с зубчатой дугою (d) на станине; рама вращается на центральном шкворне. Черт. 22 представляет схему скрывающегося лафета для пушек среднего калибра, переделанного из прежнего низкого осадного лафета; два кольчатых подъёма (AB) вращаются на оси (с) с распорной муфтой, помещённой в цапфенных гнездах станин; орудие помещается цапфами в верхних концах подъёмов, нижние концы сочленяются тягами с подушкой (b), скользящей при выстреле по пазу на внутренней стороне станины, образованному двумя угольниками (f и g); подушка скреплена со стержнем (k), проходящим через неподвижно скреплённый со станинами цилиндр компрессора (Д), между последним и подушкой на стержень надет ряд бельвилевских пружин (Ж); давление пружин на подушку удерживает орудие в верхнем положении; к штоку прикреплен поршень (И) с отверстиями, прилегающий к дну; отверстия закрыты коническими клапанами, открываемыми назад. При выстреле подъёмы будут вращаться назад, потянут подушку (b) и стержень (k) вперед и сдавят пружины, а поршень, двигаясь со стержнем также вперед, будет продавливать жидкость через отверстия из передней части в заднюю часть цилиндра; сопротивление пружин и компрессора останавливает движение орудия, сам же лафет откатывается на 4—7 футов. Для подъёма орудия передняя и задняя часть компрессора соединяются медной трубкой (q), концы которой вставлены в крышки; канал передней крышки и трубки закрыт клапаном с маховичком (s); по открытии трубки, жидкость под давлением поршня, двигающегося назад вместе с подушкой под влиянием разжатия пружин, перельется в переднюю часть и орудие плавно станет на место. Подъемный механизм состоит из подъемной рамки (L), прикрепляющейся на шарнире к казне и поднимаемой или опускаемой через посредство винтовой передачи.